# John Doebley
John F. Doebley (* 4. Dezember 1952) ist ein US-amerikanischer Genetiker und Botaniker.
Doebley studierte zunächst Anthropologie am West Chester State College mit dem Bachelor-Abschluss 1974 und an der Eastern New Mexico University in Portales mit dem Master-Abschluss 1976. Neben Anthropologie studierte er auch verschiedene biologische Fächer. Danach arbeitete er an der University of Missouri als Archäologe, bevor er für eine Promotion in Anthropologie an die University of Wisconsin-Madison ging, wo er wieder zur Biologie wechselte und 1980 in Genetik  bei dem Botaniker Hugh Iltis promoviert wurde, der ihn zur Mais-Genetik brachte. Auf einer Reise nach Mexiko mit Iltis entdeckten sie eine neue Maisart Zea diploperennis, was Grundlage der Dissertation von Doebley bildete. Er war als Postdoktorand an der North Carolina State University beim Mais-Genetiker Major Goodman und ab 1982 bei Ronald Sederoff (um sich in Molekularbiologie weiterzubilden). 1984 wurde er Assistant Professor an der Texas A&M University und ab 1987 lehrte er an der University of Minnesota. Von 1999 bis 2021 lehrte er an der University of Wisconsin-Madison.
Er befasst sich mit Pflanzengenetik mit Mais als Modellorganismus und mit quantitativer Genetik. Speziell untersucht er, welche Gene an morphologischen Änderungen von Pflanzen in neuen Varianten beteiligt sind (Anzahl der beteiligten Gene, Art der Gene (strukturell oder regulatorisch) u. a.). Unter anderem identifizierte er die Gene, die die morphologischen Unterschiede zwischen Zea und Mais ausmachen, und war an der Entdeckung beteiligt, dass Mais nur einmal (vor rund 9000 Jahren) in Amerika aus Zea domestiziert wurde. Er war ein Pionier in der Methode des Quantiative Trait Locus (QTL) Mapping zur Identifizierung wichtiger Gene bei der Mais-Domestizierung und klonierte daraus Gene, wie 1997 das zentrale Gen bei der Mais-Domestizierung teosinte branched1 (tb1), das sich auf die Struktur der Maiskerne und die Pflanzenarchitektur auswirkt.
Er ist seit 2002 Mitglied der National Academy of Sciences. 2015 erhielt er die Mendel Medal, 2021 den McClintock Prize.

## Schriften (Auswahl)
- mit A. Stec, J. Wendel, M. Edwards: Genetic and morphological analysis of a maize-teosinte F2 population: implications for the origin of maize , Proc. Nat. Acad. USA, Band 87, 1990, S. 9888–9892, PMID 11607138
- mit A. Stec, C. Gustus: Teosinte branched1 and the origin of maize: Evidence for epistasis and the evolution of dominance, Genetics, Band 141, 1995, S. 333–346. *mit A. Stec, L. Hubbard: The evolution of apical dominance in maize, Nature, Band 386, 1997, S. 485–488, PMID 9087405
- mit Y. Matsuoka u. a.: A single domestication for maize shown by multilocus microsatellite genotyping, Proceedings of the National Academy of Sciences, Band 99, 2002, S.  6080–6084, PMID 11983901
- mit H. Wang u. a.: The origin of the naked grains of maize, Nature, Band 436, 2005, S. 714–719. PMID 16079849
- mit R. T. Clark u. a.: A distant upstream enhancer at the maize domestication gene, tb1, has pleiotropic effects on plant and inflorescent architecture, Nature Genetics, Band 38, 2006, S.  594–597.
- mit K. Bomblies: leiotropic effects of the duplicate maize FLORICAULA/LEAFY genes zfl1 and zfl2 on traits under selection during maize domestication, Genetics, Band 172, 2006, S. 519–531.
- mit Y. Vigouroux u. a.: Population structure and genetic diversity of New World maize landraces assessed by DNA Microsatellites, Amer. J. Botany, Band 95, 2008, S. 1240–1253.
- mit A. Studer u. a.: A transposon insertion was the causative mutation in the maize domestication gene tb1, Nature Genetics, Band 43, 2011, S. 1160–1163.
- mit Z. Zhao u. a.: MADS-box genes of maize: frequent targets of selection during domestication, Genetical Research, Band 93, 2011, S.  65–75.
- mit  A. Studer: Do large effect QTL fractionate? A case study at the maize domestication QTL teosinte branched1, Genetics, Band 188, 2011 S.  673–681.
- mit H.Y.Hung u. a.: ZmCCT and the genetic basis of day-length adaptation underlying the post-domestication spread of maize, Proc. Natl. Acad. Sci. USA, Band 109, 2012,  E1913-E1921
- mit Z. Lin u. a.: Parallel domestication of the Shattering1 genes in cereals, Nature Genetics, Band 44,2012, S. 720–724.
- mit D. M. Wills u. a.: From many, one: genetic control of prolificacy during maize domestication, PLoS Genetics, Band 9, 2013, e1003604
- mit Z. Lemmon: Genetic dissection of a genomic region with pleiotropic effects on domestication traits in maize reveals multiple linked QTL, Genetics, Band 198, 2014, S. 345–353
- mit Z. Lemmon u. a.: The role of cis regulatory evolution in maize domestication, PLoS Genetics, Band 10, 2014,  e1004745